# جکی پلانچارد
جکی پلانچارد (انگلیسی: Jacky Planchard؛ زادهٔ ۳ فوریهٔ ۱۹۴۷) بازیکن فوتبال اهل فرانسه است.